# アップスカート
アップスカートは、女性のスカートの中を盗撮（のぞき見）することである。
アップスカート写真はポルノサイト等で見ることができる。

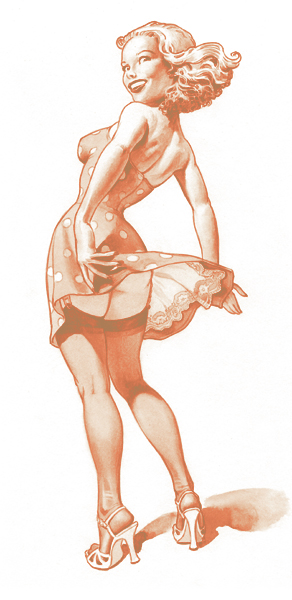
モデル女性

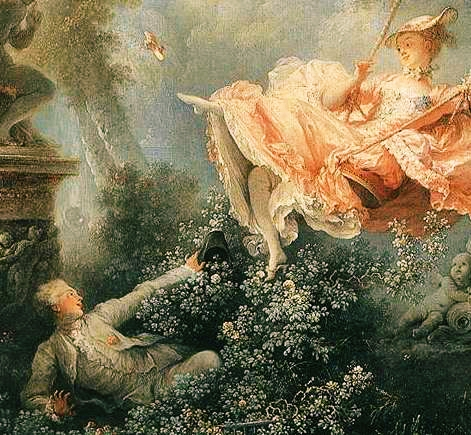
ジャン・オノレ・フラゴナールのぶらんこ(1767)の拡大図